# Fedja van Huêt
Fedja van Huêt (L'Aia, 21 giugno 1973) è un attore olandese.

## Filmografia
- Character - Bastardo eccellente (Karakter) - regia di Mike van Diem (1997)
- AmnesiA - regia di Martin Koolhoven (2001)
- Wilde Mossels - regia di Erik de Bruyn (2000)
- Nono, het Zigzag Kind - regia di Vincent Bal (2012)
- Soof - regia di Antoinette Beumer (2013)
- Lucia de B. - regia di Paula van der Oest (2014)
- De Boskampi's - regia di Arne Toonen (2015)
- J. Kessels - regia di Erik de Bruyn (2015)
- De Held - regia di Menno Meyjes (2016)
- Der Amsterdam-Krimi - serie TV, 8+ episodi (2018-in corso)
- Baantjer: Het Begin - regia di Arne Toonen (2019)
- Soof 3 - regia di Anne de Clercq (2022)
- Speak No Evil  (Gæsterne) - regia di Christian Tafdrup (2022)
- Maxton Hall - Il mondo tra di noi (Maxton Hall – Die Welt zwischen uns) - serie TV, 6 episodi (2024-in produzione)

## Riconoscimenti
- Premio Gouden Kalf per miglior attore in AmnesiA (2001)

## Doppiatori italiani
Nelle versioni in italiano delle opere in cui ha recitato, Fedja van Huêt è stato doppiato da:
- Vittorio Guerrieri in Speak No Evil
- Simone D'Andrea in Maxton Hall - Il mondo tra di noi